# Hans Steinmann (Politiker)
Hans (August) Steinmann, eigentlich: Johannes August Steinmann (* 23. November 1860 in Braunschweig; † 18. August 1929 in Rostock) war ein deutscher Landwirt und Politiker (DNVP).

## Leben und Beruf
Hans Steinmann wurde am 23. November 1860 als Sohn eines Destillateurs in Braunschweig geboren. Nach dem Besuch des Gymnasiums in Braunschweig absolvierte er ab 1876 eine landwirtschaftliche Lehre und arbeitete anschließend als Beamter auf intensiv bewirtschafteten Gütern in Mitteldeutschland. Er war ab 1890 Verwalter des Rittergutes Alt Sammit bei Krakow am See und verwaltete später die Fürstlich Schaumburg-Lippischen Güter Boldebuck und Wilhelminenhof. Ab 1897 war er Pächter der Domäne Lalchow bei Plau am See.
Der Ökonomierat Steinmann war Vorstandsmitglied der Landwirtschaftskammer, der Zuckerfabrik in Lübz, der Mecklenburgischen Genossenschaftsbank in Rostock sowie des Mecklenburgischen Herdbuchverbandes für schwarz-weißes Niederungsvieh. Hans Steinmann starb am 18. August 1929 in Rostock.
Hans Steinmann war mit Alwine Luise Heuer verheiratet.

## Politik
Steinmann war Amtsvertreter des Amtes Lübz. Er trat in die Deutschnationale Volkspartei (DNVP) ein und amtierte vom 28. Juli 1920 bis zum 12. Januar 1921 als Staatsminister für Landwirtschaft, Domänen und Forsten in der von Ministerpräsident Hermann Reincke-Bloch geleiteten Regierung des Freistaates Mecklenburg-Schwerin. 1924 wurde er über die Liste der Völkischen Arbeitsgemeinschaft (VAG) in den Mecklenburg-Schwerinschen Landtag gewählt, dem er bis 1926 angehörte.